# Serdica, Rogašovci
Serdica este o localitate din comuna Rogašovci, Slovenia, cu o populație de 528 de locuitori.